# هاري واتسون (لاعب هوكي جليد)
هاري واتسون هو لاعب هوكي جليد كندي، ولد في 6 مايو 1923 في ساسكاتون في كندا، وتوفي في 21 نوفمبر 2002.

## وصلات خارجية
- هاري واتسون على موقع دوري الهوكي الوطني (الإنجليزية)
- هاري واتسون على موقع EliteProspects.com (الإنجليزية)
- هاري واتسون على موقع HockeyDB.com (الإنجليزية)
- هاري واتسون على موقع Hockey-Reference.com (الإنجليزية)